# Bernardo Jacinto da Veiga

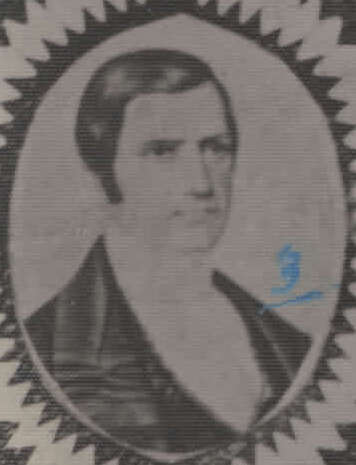
Bernardo Jacinto da Veiga, acervo do Arquivo Público Mineiro.

Bernardo Jacinto da Veiga (Rio de Janeiro, 20 de junho de 1802 – 21 de junho de 1845) foi um político brasileiro.
Filho de Francisco Luís da Veiga e Francisca Xavier de Barros, foi um autodidata, que aprendeu por si só latim, francês, história, geografia e aritmética. Seguiu então para a cidade de Campanha, onde se casou e abriu uma casa de comércio.

Eleito para diversos cargos públicos, foi deputado provincial, delegado de instrução pública. Foi presidente da província de Minas Gerais por duas vezes, de 21 de março de 1838 a 22 de agosto de 1840 e de outubro de 1842 a 23 de março de 1843. Combateu a Revolução de 1842 em Minas Gerais, o que arruinou sua saúde e resultou na sua morte. Durante a revolução trocou uma extensa correspondência com o Visconde do Uruguai, descrevendo em minúcias os acontecimentos da revolução e seus personagens.

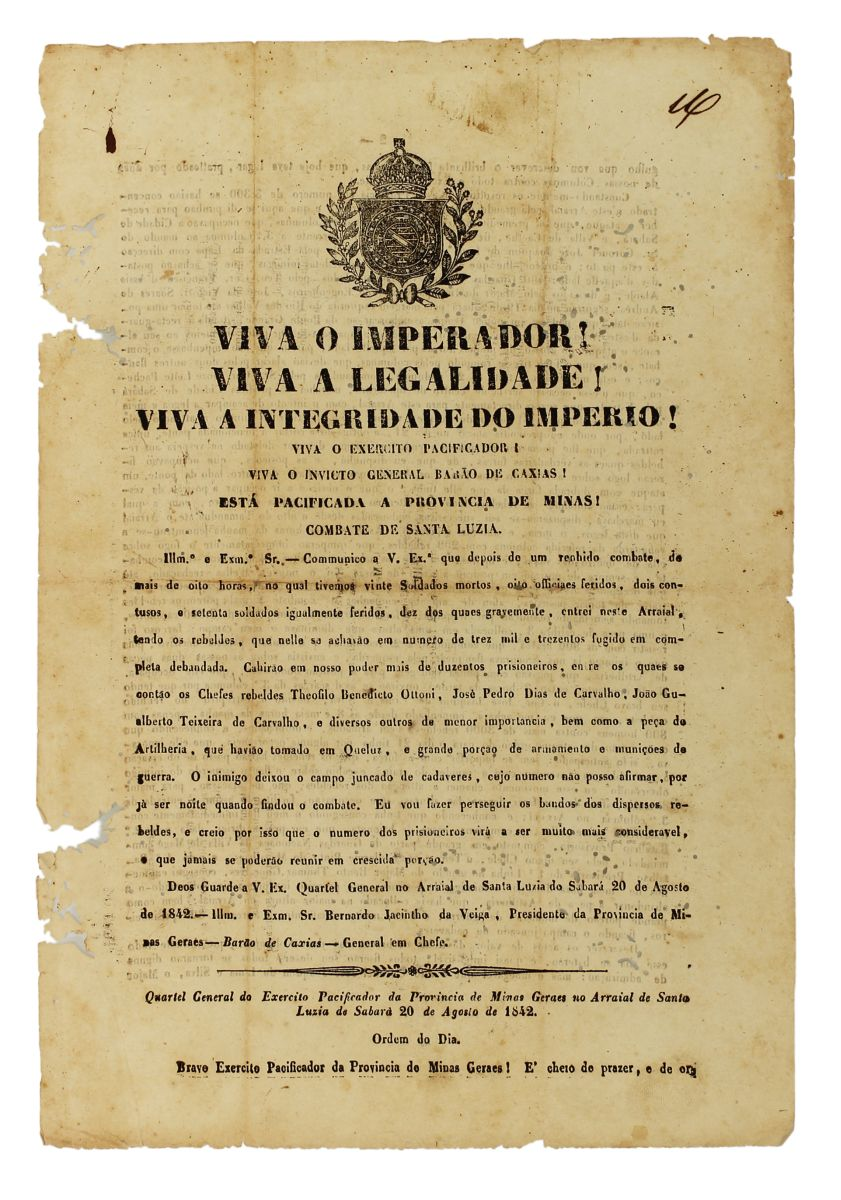
Documento referente a Bernardo Jacinto da Veiga e o general Caxias na época do combate de Santa Luzia.

Era do conselheiro de Sua Majestade, membro do Instituto Histórico e Geográfico do Brasileiro, diretor geral dos Correios e oficial da Imperial Ordem da Rosa.